# Le Patient anglais
Cet article concerne le film d'Anthony Minghella. Pour le roman de Michael Ondaatje, voir L'Homme flambé.
Pour plus de détails, voir Fiche technique et Distribution.
Le Patient anglais (The English Patient) est un film américano-britannique réalisé par Anthony Minghella, sorti en 1996.
Inspiré du roman L'Homme flambé de Michael Ondaatje, le film a été récompensé de neuf oscars, dont ceux du meilleur film, du meilleur réalisateur et de la meilleure actrice dans un second rôle pour Juliette Binoche.

## Synopsis
Durant la Seconde Guerre mondiale, un biplan vole au-dessus du désert du Sahara, piloté par un homme (Ralph Fiennes) et avec une passagère inanimée. Des artilleurs allemands abattent l'avion qui s'écrase. Gravement brûlé et défiguré, son étrange pilote est recueilli par des Touaregs qui lui prodiguent les premiers soins, puis le confient à des troupes alliées en partance pour l'Italie, après qu'elles ont gagné la guerre du Désert.
En 1945, le campement où travaille Hana (Juliette Binoche), une jeune infirmière canadienne française, est surchargé de blessés. Elle surprend une conversation d'un homme mourant lorsque le campement est bombardé. Il faut alors évacuer le camp. Les médecins, infirmières et blessés prennent la route. Le convoi se déplace lentement. En vue d'acheter du tissu en ville, une amie et collègue de Hana part avec un militaire dans une voiture, afin de passer devant le convoi. La voiture explose en roulant sur une mine. Hana qui a assisté à la scène est effondrée. 
Mai 1945 : les troupes alliées se trouvent en Toscane, progressant vers le nord en déminant laborieusement les routes et en recueillant les blessés. Hana s'occupe de ces blessés, notamment de l'étrange « homme flambé » à l'identité et nationalité incertaines mais fortement supposé anglais. Hana, épuisée et désespérée par une guerre qui lui a pris « tous ceux qu'elle aime », décide de s'installer seule, avec ce mystérieux « patient anglais », dans un petit monastère toscan. Désormais seuls, blessés de la guerre, ils commencent à vivre ensemble, à essayer de soigner leurs douleurs physiques et morales.
Hana entame la lecture du livre que transportait son patient, un livre d'Hérodote. Ce livre, contenant bien d'autres documents personnels, déclenche de soudaines et nombreuses réminiscences dans l'esprit du patient. Le film continue alors par un flashback sur le vécu de ce « patient anglais », juste avant le début de la guerre, aux alentours du Caire.
Le « patient anglais » est en fait un explorateur hongrois, du nom de László Almásy. Avant guerre, avec son ami Madox, il fait la rencontre, lors d'une expédition de cartographie en plein désert, du couple Clifton. Almásy apparaît comme un homme mystérieux mais très cultivé et cherchant « on ne sait quoi » dans le désert. Jeffrey Clifton (Colin Firth) est un cartographe-photographe en mission pour le gouvernement britannique, léger mais aimant passionnément sa femme, Katherine (Kristin Scott Thomas), laquelle est jeune, enjouée et très cultivée. Almásy commence à s'intéresser à elle.
Retour en Toscane en 1945 : Hana continue de s'occuper de son patient. Un étrange individu lui rend alors visite ; il prétend s'appeler « Caravaggio » (Willem Dafoe) et être en mission dans le but de désarmer les derniers partisans. En fait il est à la recherche du patient pour des raisons obscures. Hana s'en méfie mais le laisse néanmoins approcher et parler avec le patient. Reconnaissant celui qu'il cherchait, Caravaggio l'oblige alors à se remémorer son passé.
Sahara avant guerre : Jeffrey Clifton part en mission au Caire, laissant seuls Katherine et Almásy au sein du groupe d'archéologues. Ces deux derniers, dans les méandres des découvertes - notamment celle de la grotte des Nageurs - et des obstacles du désert, discutent, s'observent, se cherchent, et finissent par s'engager dans une liaison adultérine à leur retour au Caire. Les amants connaissent alors un début de passion heureuse mais gâchée par la crainte de Katherine vis-à-vis de son mari et la volonté d'indépendance d'Almásy.
Toscane 1945 : un démineur, le lieutenant Kip Singh, officier sikh du Raj britannique a rejoint le monastère. Hana découvre l'existence de Katherine grâce aux souvenirs du patient, qui se précisent.
Le Caire avant guerre : au cours d'une réception de Noël, Almásy et Katherine profitent de l'occasion pour se retrouver. Jeffrey Clifton, de nouveau présent, les voit s'éclipser au même moment et commence à avoir des doutes.
Toscane 1945 : Caravaggio continue son investigation auprès du patient, en insistant cette fois sur sa propre personne.
Le Caire avant guerre : Caravaggio, plus jeune et dénommé Moos, apparaît dans le même bureau que Jeffrey Clifton. Celui-ci, voulant faire une surprise à sa femme pour son anniversaire de mariage, la surprend se rendant chez son amant. Almásy et Katherine continuent à s'aimer passionnément dans une garçonnière du Caire. Après avoir fait l'amour sur une chanson hongroise (Szerelem, szerelem chantée par Márta Sebestyén, leitmotiv du film), ils parlent d'eux et des soupçons d'autrui. Jeffrey de son côté n’a plus de doute sur l'adultère de sa femme.
Toscane 1945 : une réelle convivialité s'est installée entre Hana, le patient, Caravaggio et Singh, et notamment un début de romance entre Hana et Singh malgré les conventions de l'époque. Caravaggio s'apprête à raconter ce qu'il s'est passé pour lui au début de la guerre, lorsque les troupes allemandes envahirent la Libye, et notamment pourquoi il lui manque ses deux pouces.
Le Caire 1941: Caravaggio, Moos à l'époque, est un espion britannique. Il est arrêté par les Allemands sur dénonciation de sa maîtresse. Torturé pendant son interrogatoire, il subit l'amputation de ses deux pouces. Dans cette séquence, on apprend qu'Almásy aurait trahi en donnant aux Allemands les cartes qu'il détenait.
Le Caire avant-guerre : Almásy et Katherine doutent de la possibilité de continuer à vivre clandestinement leur amour. Ils essaient de se séparer, en vain. Almásy arrive ivre à un dîner et jalouse Katherine quand elle danse avec un autre.
Toscane 1945 : la passion entre Hana et Singh se concrétise après une très belle scène, où Singh fait découvrir à Hana des fresques d'une petite église italienne. Ils passent la nuit ensemble. Au matin, Singh doit repartir déminer les routes. Au même moment, des troupes américaines entrant dans le village annoncent la fin de la guerre. La liesse est complète dans le village et également dans le monastère, où les membres dansent ensemble sous la pluie. Mais les réjouissances sont très vite écourtées puisque Singh perd son adjoint Hardy, tué par un des nombreux pièges explosifs laissés par les troupes allemandes.
Caravaggio revient terminer ses investigations auprès du patient. Caravaggio l'accuse enfin explicitement d'avoir trahi les espions et cartographes britanniques en livrant des cartes aux Allemands, et donc d'être le responsable des tortures qu'ils lui ont infligées et du même fait du suicide de son ami Madox. Mais le « patient anglais » se défend en racontant une tout autre version.
Désert du Sahara 1939 : en vue de la guerre imminente, l'association des archéologues est dissoute et László Almásy fait ses adieux à Madox au campement où ils sont venus récupérer leurs affaires. Préparant seul ses bagages, il est soudain surpris par l'avion piloté par Jeffrey Clifton, et transportant également Katherine, censée venir le chercher. Mais Clifton tente sciemment d'écraser son avion sur son rival. Cependant Almásy en réchappe tandis que le pilote est tué sur le coup. Sa passagère Katherine est vivante mais gravement blessée aux jambes au point qu'elle ne peut plus se lever. Almásy la transporte dans ses bras jusque dans la grotte des nageurs, puis la laisse seule en lui promettant de revenir au plus vite avec des secours. Il rejoint après de longues journées de marche une ville où les autorités britanniques refusent de prendre au sérieux ses explications, ne voyant en lui qu'un étranger insignifiant et en situation illégale. Almásy est arrêté puis dirigé vers un centre de rétention, en train, mais parvient à s'évader pendant son transfèrement. Il rejoint alors à marche forcée les troupes allemandes et leur échange les fameuses cartes convoitées contre de l'essence pour le biplan de leur mission archéologique (Il y a donc une erreur historique puisque les Allemands n'envahissent la Libye qu'au début de 1941 NDLR). Cela lui permet de retourner enfin rechercher Katherine dans la grotte où il l'avait laissée, mais il la retrouve morte : elle a agonisé seule et a succombé faute d'avoir été secourue à temps.
Toscane 1945 : le récit du patient anglais terminé, Caravaggio, qui s’était juré de le tuer, renonce à sa vengeance, jugeant qu'il est « déjà mort ». Hana et Singh promettent de se revoir. Le « patient anglais », dans une ultime réminiscence où il revoit la dernière image de Katherine, supplie Hana de l'euthanasier par l'administration d'une surdose de morphine et de lui lire la dernière lettre de Katherine.
Désert du Sahara : alors que les voix d'Hana et Katherine lisent cette dernière lettre, que le « patient anglais » s'éteint définitivement, défilent les images d'Almásy criant sa détresse et portant le corps de sa maîtresse hors de la grotte pour l'installer dans l'avion qui doit les emmener vers l'infini du désert.
Le film revient alors sur sa scène d'ouverture. L'avion du début du film étant cet avion piloté par Almásy transportant le corps de Katherine et qui par un énième retournement du sort est abattu par des troupes allemandes.
Après la mort du « patient anglais », Hana quitte le monastère pour Florence, renaissante sous le soleil de Toscane.

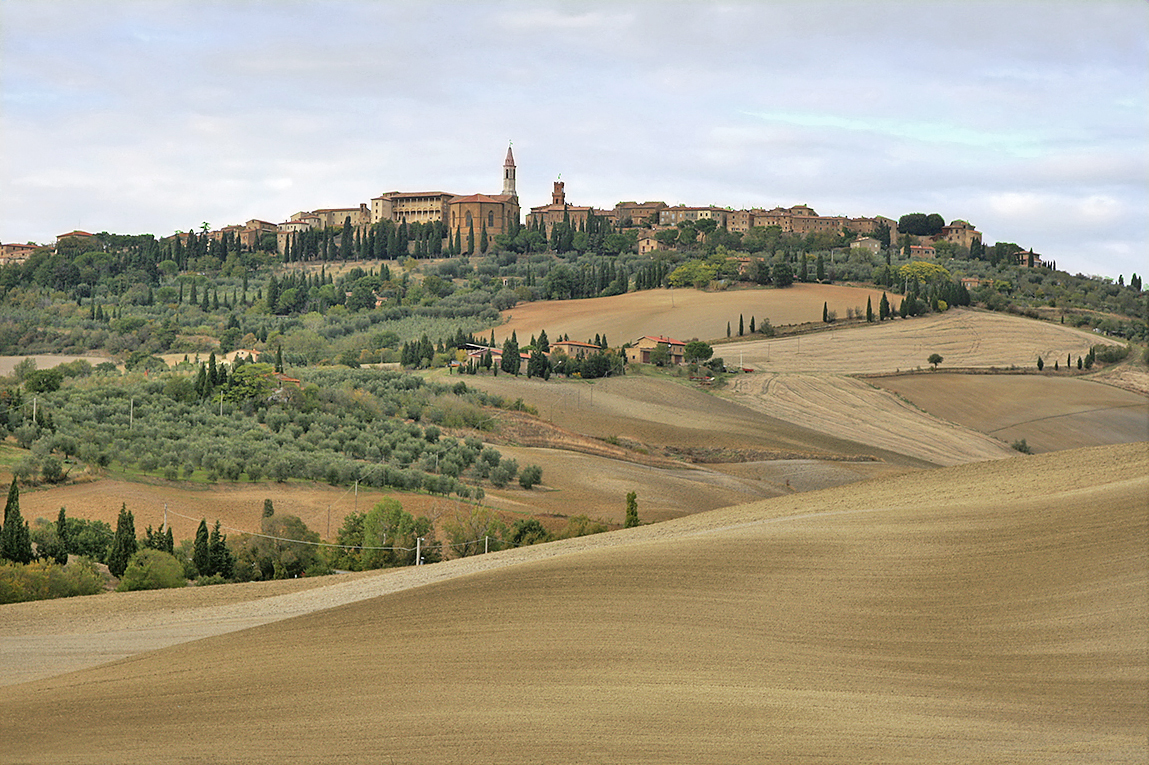
Le village de Pienza, dans la campagne de Toscane.

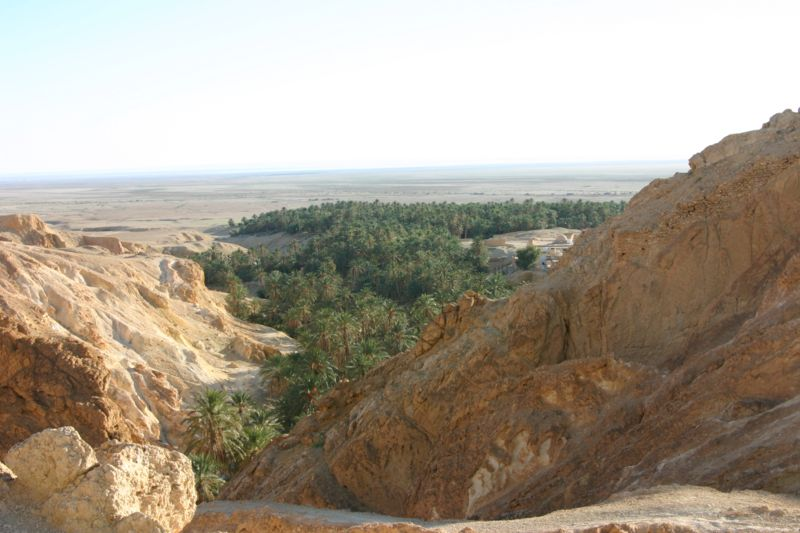
L'oasis de Chebika.

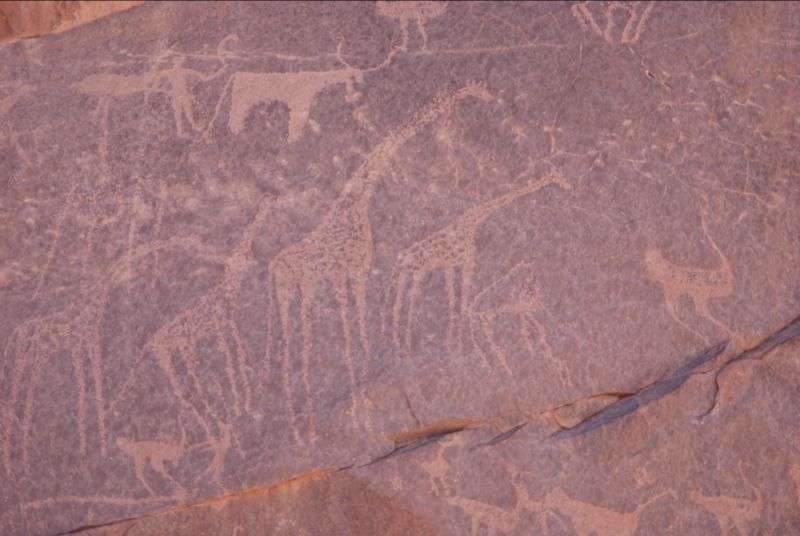
Grotte de Gilf Kebir, abritant, entre autres, la « grotte des Nageurs ».

## Fiche technique
- Titre original : The English Patient
- Titre francophone : Le Patient anglais
- Réalisation : Anthony Minghella
- Scénario : Anthony Minghella d'après le roman L'Homme flambé (The English Patient) de Michael Ondaatje
- Photographie : John Seale
- Montage : Walter Murch
- Musique : Gabriel Yared ; Bach, thème initial des Variations Goldberg, censé être joué au piano par Juliette Binoche ; Szerelem, szerelem (amour, amour) chanté par Márta Sebestyén
- Direction artistique : Aurelio Crugnola
- Décors : Stuart Craig
- Costumes : Ann Roth
- Son : James Austin
- Producteur : Saul Zaentz
- Société de production : Miramax Films
- Société de distribution : Miramax Films (États-Unis) ; Miramax International (via Buena Vista International, Royaume-Uni) ; Gaumont Buena Vista International (France)
- Budget : 27 000 000 $ (estimation)
- Pays de production :  Royaume-Uni |  États-Unis
- Langues : anglais, allemand, italien, arabe
- Genre : drame, guerre
- Durée : 162 minutes (2 h 42)
- Dates de sortie :
  - États-Unis : 6 novembre 1996
  - Canada : 22 novembre 1996
  - France : 12 mars 1997
  - Royaume-Uni : 14 mars 1997

Note : La liste des « crédités » au générique étant trop longue pour être citée in extenso ici, nous n'avons repris que les principaux contributeurs.

## Distribution
- Ralph Fiennes (VF : Patrick Floersheim) : László Almásy, le patient anglais
- Kristin Scott Thomas (VF : elle-même) : Katharine Clifton
- Juliette Binoche (VF : elle-même) : Hana, l'infirmière militaire canadienne
- Willem Dafoe (VF : Dominique Collignon-Maurin) : Caravaggio
- Colin Firth (VF : Nicolas Marié) : Geoffrey Clifton, mari de Katharine
- Naveen Andrews (VF : Michel Papineschi) : le lieutenant Kip Singh, démineur
- Julian Wadham (VF : Bernard Alane) : Madox, chef d'expédition, ami de Almásy
- Nino Castelnuovo : D'Agostino, membre de l'expédition
- Torri Higginson (VF : Danièle Douet) : Mary, une autre infirmière militaire
- Kevin Whately : le sergent Hardy, subordonné de Singh
- Jürgen Prochnow : le major Müller de l'armée allemande

## Production

### Tournage
Le film a été tourné en Italie : à Pienza, dans l'abbaye de Santa Anna in Camprena et le Grand Hôtel des Bains à Venise est utilisé pour figurer l'hôtel Shepheard au Caire.
Et en Tunisie dans les oasis de Chebika et Midès.

### Montage
Lorsque Walter Murch a été engagé pour monter Le Patient anglais, la question s'est posée de savoir si le film serait monté sur pellicule ou en numérique. Murch n'avait encore jamais monté de long métrage sur ordinateur, uniquement quelques clips, mais il estimait que les systèmes de montage non linéaires étaient arrivés à un point de développement suffisant pour travailler avec. En outre, il lui semblait que la souplesse qu'offre ce type de système était adaptée à la structure temporelle du film, elle-même non linéaire. Néanmoins la production du film, souhaitant réduire le budget du film, préférait qu'il soit monté sur pellicule car le gain de temps offert par ce type de montage ne compensait pas le coût d'une telle station de montage. Enfin, Anthony Minghella ayant monté ses autres films sur pellicule et ayant eu vent des déboires d'autres réalisateurs en montage sur ordinateur, préféra travailler comme il l'avait fait jusqu'alors. Pour toutes ces raisons, le film commença par être monté en pellicule à Cinecittà, Walter Murch ayant pour cela deux assistants-monteurs.
Au bout de six semaines de montage, Walter Murch apprit que son fils avait de graves problèmes de santé et qu'il lui était impératif de rentrer à son chevet aux États-Unis. Devant s'absenter au moins huit semaines (le montage devait en durer vingt), il proposa au réalisateur et à la production de se faire remplacer, ce qui fut refusé. Murch proposa alors de continuer le montage chez lui en passant au montage non-linéaire avec une station Avid à son domicile louée par la production, ce système étant censé lui permettre de travailler plus rapidement. Les rushes seraient acheminés par bateau aux États-Unis après avoir été visionnés par l'équipe. Il s'agissait d'un coût supplémentaire non négligeable pour le budget du film, mais cette proposition, seule solution pour pouvoir garder le même monteur, fut acceptée par le réalisateur et la production.

## Distinctions

### Récompenses
- Oscars 1997
  - Oscar du meilleur film
  - Oscar de la meilleure actrice dans un second rôle : Juliette Binoche
  - Oscar du meilleur réalisateur
  - Oscar du meilleur son
  - Oscar de la meilleure musique de film
  - Oscar de la meilleure photographie
  - Oscar de la meilleure direction artistique
  - Oscar des meilleurs costumes
  - Oscar du meilleur montage
- BAFTA Awards 1997 :
  - BAFTA du meilleur film
  - BAFTA de la meilleure actrice dans un rôle secondaire : Juliette Binoche

### Nominations
- Oscars 1997
  - Oscar du meilleur acteur : Ralph Fiennes
  - Oscar de la meilleure actrice : Kristin Scott Thomas
  - Oscar du meilleur scénario adapté
- BAFTA Awards 1997
  - BAFTA du meilleur acteur dans un rôle principal : Ralph Fiennes
  - BAFTA de la meilleure actrice dans un rôle principal : Kristin Scott Thomas
  - BAFTA du meilleur réalisateur
- César 1998 :
  - César du meilleur film étranger

## Autour du film
- Le comte László Almásy a existé et il est l'un des découvreurs de l'oasis de Zerzura au début des années 1930. Cependant, la chronologie de ces événements, sa liaison avec Katharine et ses conséquences relèvent de la fiction nécessaire à la narration. La sortie du film qui escamote le double jeu d'Almásy et son engagement auprès de l'Allemagne nazie déclencha une polémique.
- Une grande partie de l'action est supposée se dérouler dans le Gift el Kébir, dans le Sud-Ouest du désert Libyque[2].
- Le personnage qui inspira à Jacobs le personnage d'Olrik fait également une apparition, âgé, dans le film

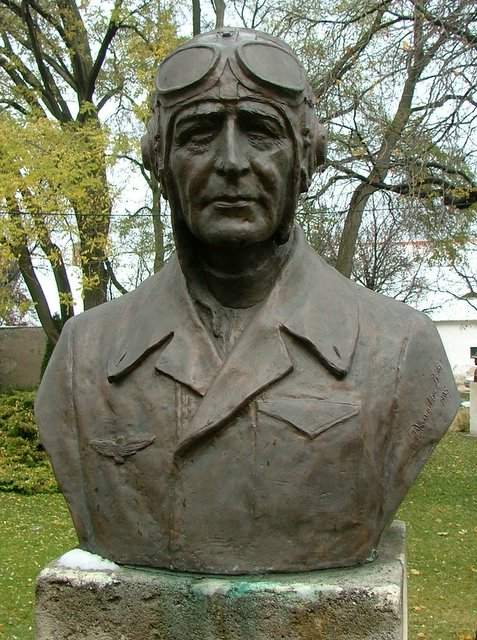
Buste de László Almásy, personnalité réelle ayant inspiré le personnage romanesque.